# Quai de Willebroeck
Le quai de Willebroeck (en néerlandais : Willebroekkaai) est une rue de la ville de Bruxelles. Elle correspond à un ancien quai du canal de Willebroeck avant que le bassin de Batelage ne soit transformé en une partie du parc Maximilien.

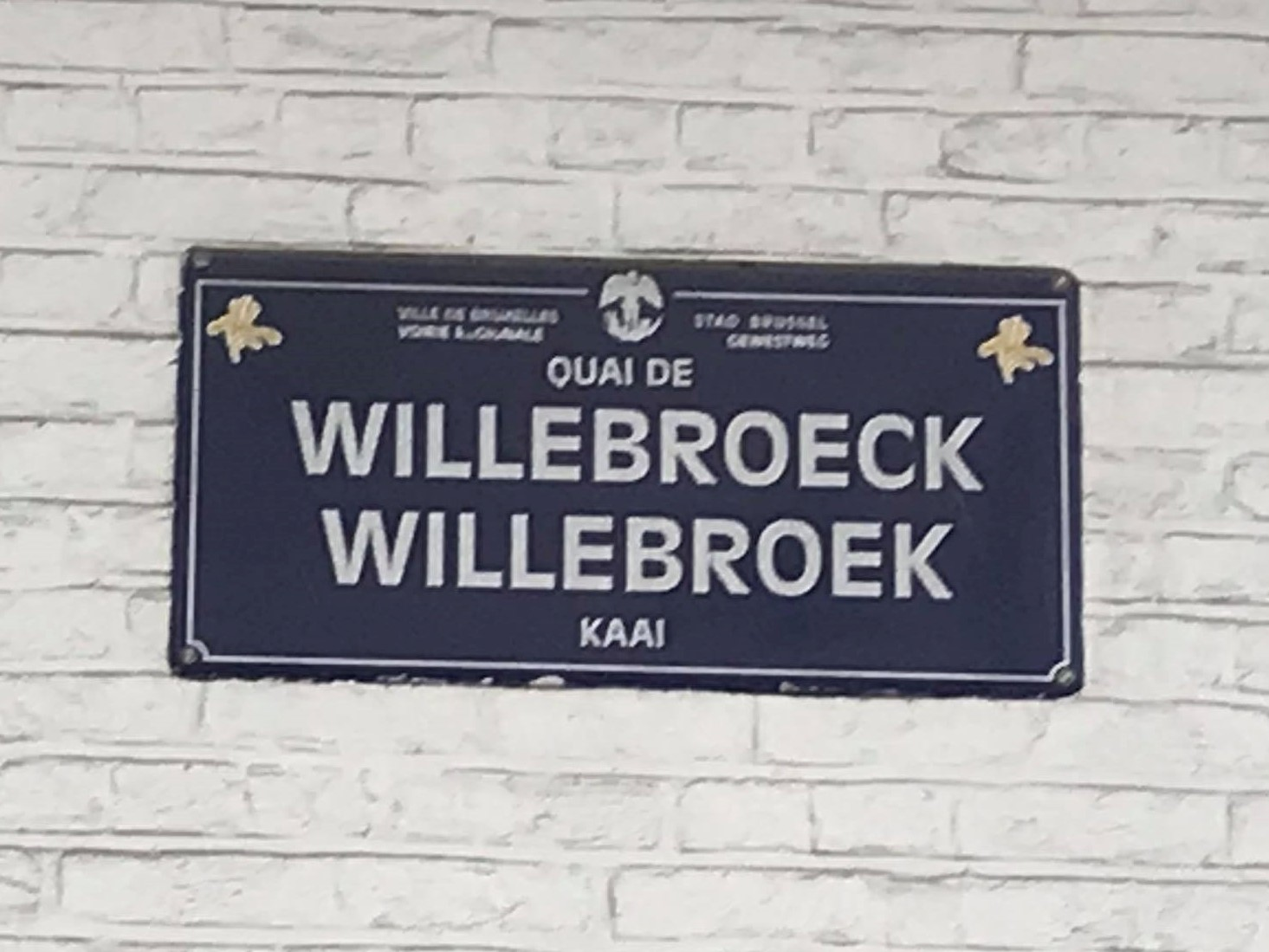
Plaque du quai de Willebroeck.

On y trouve  la ferme des Boues, l'ancien garage Citroën, transformé en le musée Kanal.
Les entrepôts des Galeries et Grand Bazar Anspach, construit sur des plans de Victor Horta et Michel Polak et ornés de vingt-deux sgraffites de Paul Cauchie, s'y trouvait.

## Galerie de photos

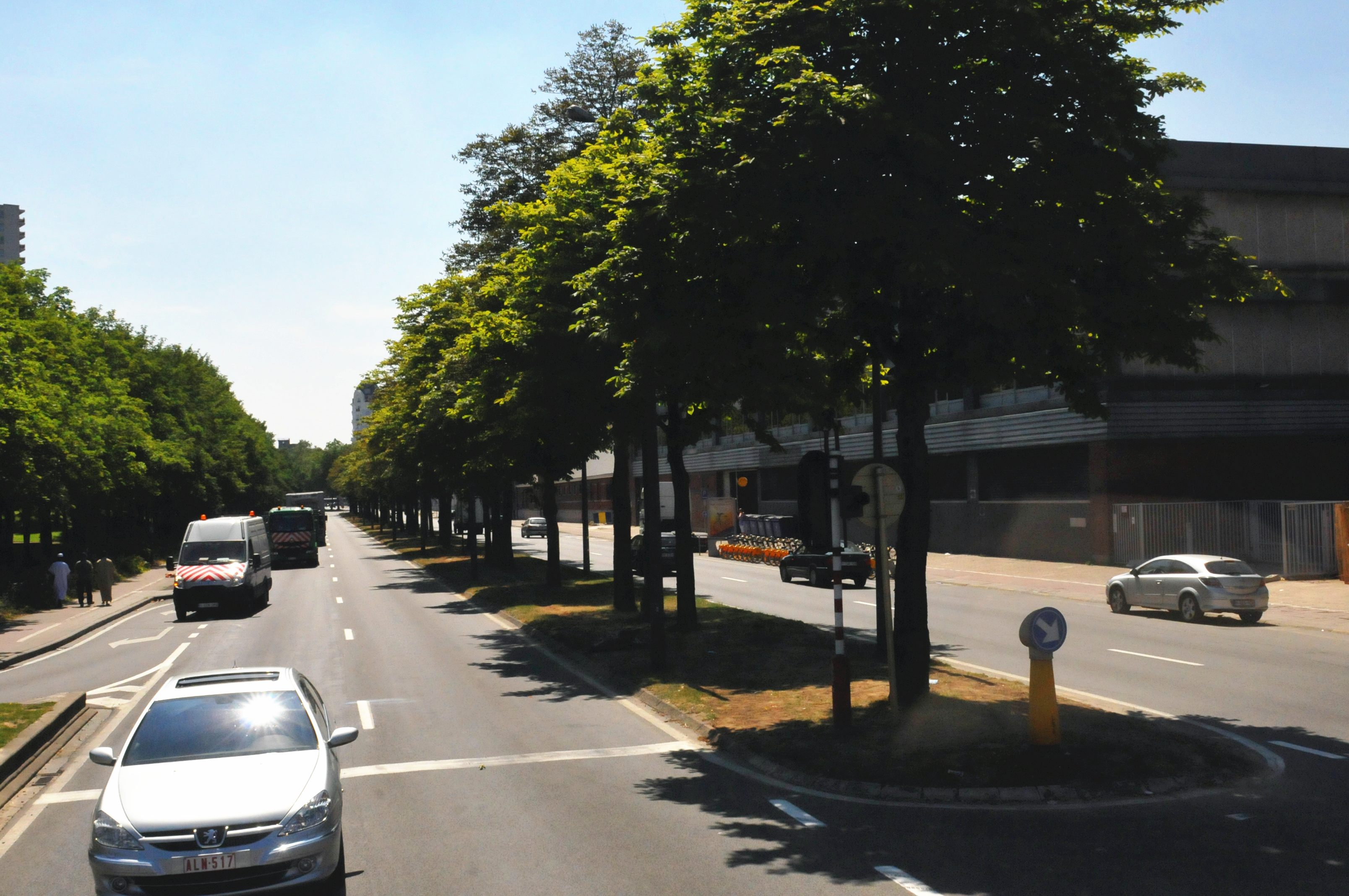
Le quai de Willebroeck avec le parc Maximilien sur la gauche
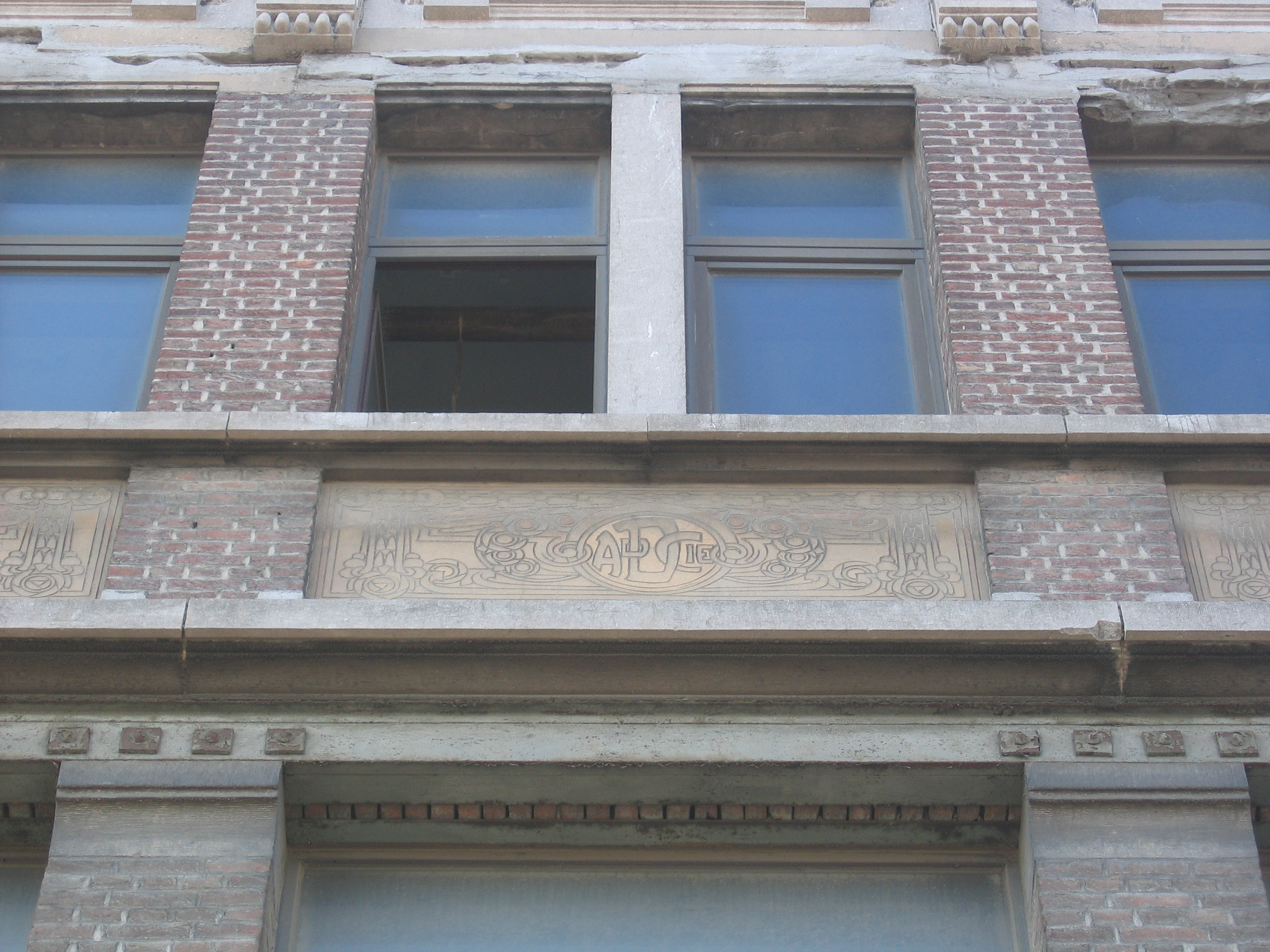
Sgraffites de Paul Cauchie sur les anciens entrepôts des Galeries et Grand Bazar Anspach